# Rosa gadzhievii
Rosa gadzhievii — вид рослин з родини розових (Rosaceae); ендемік Кавказу.

## Опис
Це кущ висотою 1.5–2 м. Кора стовбурів червонувато-коричнева, молоді пагони світло-коричневі. Колючки мають велику, широку основу на стеблах. Листочки зверху густо залозисто запушені. Квітки переважно поодинокі, іноді 3–4, великі, світло-рожеві. Чашолистки підняті вгору й зберігаються при плодах. 

## Поширення
Поширений в Дагестані й Азербайджані.